# Euriphene pallidior
Euriphene pallidior är en fjärilsart som beskrevs av Gustaaf Hulstaert 1924. Euriphene pallidior ingår i släktet Euriphene och familjen praktfjärilar. Inga underarter finns listade i Catalogue of Life.